# Martina Accola
Martina Accola, švicarska alpska smučarka, * 8. marec 1969, Davos, Švica.
Nastopila je na olimpijskih igrah 1994 in 1998, kjer je bila sedma in sedemnajsta v slalomu. V treh nastopih na svetovnih prvenstvih je najboljšo uvrstitev dosegla leta 1996 z enajstim mestom v isti disciplini. V svetovnem pokalu je tekmovala sedem sezon med letoma 1992 in 1998 ter dosegla dve uvrstitvi na stopničke v slalomu. V skupnem seštevku svetovnega pokala je bila najvišje na 22. mestu leta 1996, ko je bila tudi sedma v slalomskem seštevku.
Tudi njen brat Paul Accola je bil alpski smučar.